# Karel Struijs
Karel Struijs (* 11. September 1892 in Amsterdam; † 30. März 1974 in Naarden) war ein niederländischer Wasserballspieler.

## Karriere
Struijs nahm 1920 erstmals an Olympischen Spielen teil. In Antwerpen erreichte er mit der niederländischen Nationalmannschaft den fünften Rang. 1924 folgte seine zweite olympische Teilnahme. Bei den Spielen in Paris wurde er mit der Wasserballmannschaft Siebter.